# Supercollider
Pour les articles homonymes, voir Super collider (homonymie).
Singles de Radiohead
Jigsaw Falling into Place
(2008) The Butcher
(2011)
Supercollider est un single du groupe Radiohead rendu disponible sur Internet le 18 avril 2011 aux personnes ayant précédemment acheté l'album The King of Limbs. Il est sorti en même temps que The Butcher, un autre single. Les deux singles ont été distribués en édition limitée sur un vinyl 2 pistes de 12 pouces. Supercollider ne se retrouve pas sur The King of Limbs.
L'enregistrement de Supercollider a commencé pendant l'enregistrement de The King of Limbs et a été terminé en mars 2011.